# Liolaemus chillanensis
Liolaemus chillanensis — вид ігуаноподібних ящірок родини Liolaemidae. Мешкає в Чилі.

## Поширення і екологія
Liolaemus chillanensis мешкають в Андах на території чилійського регіону Біобіо, а також, за деякими повідомленнями, зустрічаються на північному заході аргентинської провінції Неукен. Вони живуть на кам'янистих гірських схилах, місцями порослих чагарниками. Зустрічаються на висоті від 1500 до 2300 м над рівнем моря.